# João Figueiredo (futbolista)
João Vitor Brandão Figueiredo (São Paulo, 27 de mayo de 1996), más conocido como João Figueiredo, es un futbolista brasileño, nacionalizado malasio, que juega en la demarcación de delantero para el Estambul Başakşehir F. K. de la Superliga de Turquía.

## Trayectoria

### Atlético Mineiro
João hizo su debut en liga con el Atlético Mineiro contra el EC Vitória el 29 de mayo de 2016.

### Democrata
João anotó en su debut en liga con el Democrata contra el América Mineiro el 29 de enero de 2017.

### Kauno Žalgiris
João hizo su debut en liga con el Kauno Žalgiris contra el Atlantas el 29 de abril de 2018, anotando en el minuto 87.

### OFI
El 2 de agosto de 2019, el club Superliga de Grecia al OFI anunció oficialmente la incorporación de Figueiredo con un contrato de tres años, en una transferencia valorada en 100 000 euros. Debutó con el club frente al Panathinaikos el 31 de agosto de 2019. João anotó su primer gol con el club frente al Asteras Tripolis el 29 de septiembre de 2019, marcando en el minuto 56. Su gol contra el Lamia aseguró la clasificación del equipo a los playoffs por el campeonato.
El 4 de julio de 2020, completó una exquisita jugada colectiva y anotó en el empate 2–2 en casa frente al PAOK. Anotó también en el último partido de la temporada, una derrota por 3–2 como visitante frente al Panathinaikos, el 19 de julio de 2020.

### Al Wasl
El 21 de septiembre de 2020, Figueiredo completó su traspaso al Al Wasl, firmando un contrato por tres años con el club de Dubái, en un acuerdo valorado en un millón de euros. Debutó con el club frente al Baniyas el 16 de octubre de 2020. Anotó su primer gol con el club frente al Kalba el 4 de noviembre de 2020, en el minuto 8.

### Gaziantep
El 6 de junio de 2022, Figueiredo se unió de forma permanente al Gaziantep tras haber jugado allí en calidad de cedido, firmando un contrato por tres años. Debutó con el club frente al Beşiktaş el 21 de agosto de 2021. João anotó su primer gol con el club frente al Sivasspor el 18 de septiembre de 2021, en el minuto 90+2.

### İstanbul Başakşehir
El 17 de febrero de 2023, tras la retirada del Gaziantep de la temporada 2022-23 debido al Terremoto de Turquía y Siria de 2023, Figueiredo fichó por el İstanbul Başakşehir con un contrato de tres años y medio. Debutó con el club frente al Alanyaspor el 3 de marzo de 2023. João anotó sus primeros goles con el club frente al Giresunspor el 24 de abril de 2023, marcando en los minutos 25 y 45+2.

## Selección nacional
Figueiredo recibió su primera convocatoria con la selección de Malasia para el partido de la clasificación a la Copa Asiática 2027 contra Vietnam. Hizo su debut internacional el 10 de junio de 2025 en el Estadio Nacional Bukit Jalil, anotando el primer gol en la victoria por 4-0 de Malasia. Su gol llegó en el minuto 48, tras una internada en el área; el disparo se desvió en un defensor antes de elevarse por encima del guardameta y entrar en la portería.
Antes de debutar internacionalmente con Malasia, Figueiredo había sido previamente invitado a una concentración con la selección absoluta de Brasil en 2018. Aunque no disputó partidos oficiales, la experiencia le permitió entrenar junto a varios jugadores consagrados, entre ellos Gabriel Jesus.

## Vida personal
Nacido en Brasil, Figueiredo es de ascendencia malasia por parte de su abuela, quien nació en Rembau, en el estado de Negeri Sembilan, Malasia.

## Clubes
| Club                     |                          | País     |          | Año                |
| ------------------------ | ------------------------ | -------- | -------- | ------------------ |
| Atlético Mineiro         | Atlético Mineiro         | Brasil   | Brasil   | 2016–2017          |
| E. C. Democrata          | E. C. Democrata          | Brasil   | Brasil   | 2017 (Cedido)      |
| Kauno Žalgiris           | Kauno Žalgiris           | Lituania | Lituania | 2018–2019          |
| O. F. I. Creta           | O. F. I. Creta           | Grecia   | Grecia   | 2012-2014          |
| Al Wasl F. C.            | Al Wasl F. C.            | EAU      | EAU      | 2020–2022          |
| Gaziantep F. K.          | Gaziantep F. K.          | Turquía  | Turquía  | 2021–2022 (Cedido) |
| Gaziantep F. K.          | Gaziantep F. K.          | Turquía  | Turquía  | 2022–2023          |
| Johor Darul Takzim F. C. | Johor Darul Takzim F. C. | Turquía  | Turquía  | 2023–presente      |